# Илинден (роман)
Вижте пояснителната страница за други значения на Илинден.
„Илинден“ е роман на Димитър Талев от 1953 година, трети в известната му тетралогия, наред с „Железният светилник“, „Преспанските камбани“ и „Гласовете ви чувам“.
Особеността на тази голяма литературна творба идва от факта, че то е едно от малкото български произведения с характер на сага. Романът разглежда зараждането на вътрешно-македонската организация и причините, довели до появата ѝ. Описва се онова трудно време, когато България е била вече свободна и княжество, докато Македония се е намирала още под османска власт.
Описанието на народния бит в македонския град Преспа (измислено наименование на родния му град Прилеп) и в няколко македонски села — планински и равнинни, е едно от основните преимущества на този, както и на останалите романи от тетралогията. По възрожденски Талев съчетава реализма в описанието на отруденото ежедневие на градските и селски хора и идеализма на погледа, с който го разглежда.

## Сюжет
Отново основно място в сюжетната линия заема семейство Глаушеви, този път чрез Борис, син на Лазар Глаушев, който е основна фигура в „Преспанските камбани“.
- Първата част „Първите“ е посветена на живота в Преспа в края на 19 и самото начало на XX век.

- Втората част „Апостолът“ е посветена на Гоце Делчев и създаването на вътрешната македонска организация. Проследява се зараждането на комитските чети. Някои от героите от „Преспанските камбани“ продължават да живеят и в „Илинден“. Други умират и нови ги заместват – такъв е Райко Кутрев, син на Аце Кутрев от „Преспанските камбани“.

- Ново действащо лице и протагонист в частта „Другарка на орлите“ е и Дона Крайчева, която напуска град Преспа, за да стане учителка в планинското село Рожден. Борис Глаушев също напуска Преспа, женейки се за селска мома. „Откъснах си майко, казва той, едно зелено клонче от планината“. „Нема да те накарам аз да го захвърлиш, сине“, отвръща му Ния Глаушева, „щом си го откъснал еднъж“.

- Последната част „Илинден“ е посветена на Илинденско-Преображенското въстание. Представена е първата победа на четниците над турския аскер, както и на храбрата смърт на Гоце Делчев (21 април 1903 г.).

С голямо умение и съчуствие са обрисувани и отрицателните герои в романа: Панту Кътърката – завистлив предател, осъден на смърт от народната организация, самотната и невярна Добра от село Рожден и други.

## Други
На „Илинден“ е наречена улица в квартал „Драгалевци“ в София (Карта).